# Amatorski Klub Fotograficzno-Filmowy „Peryskop”

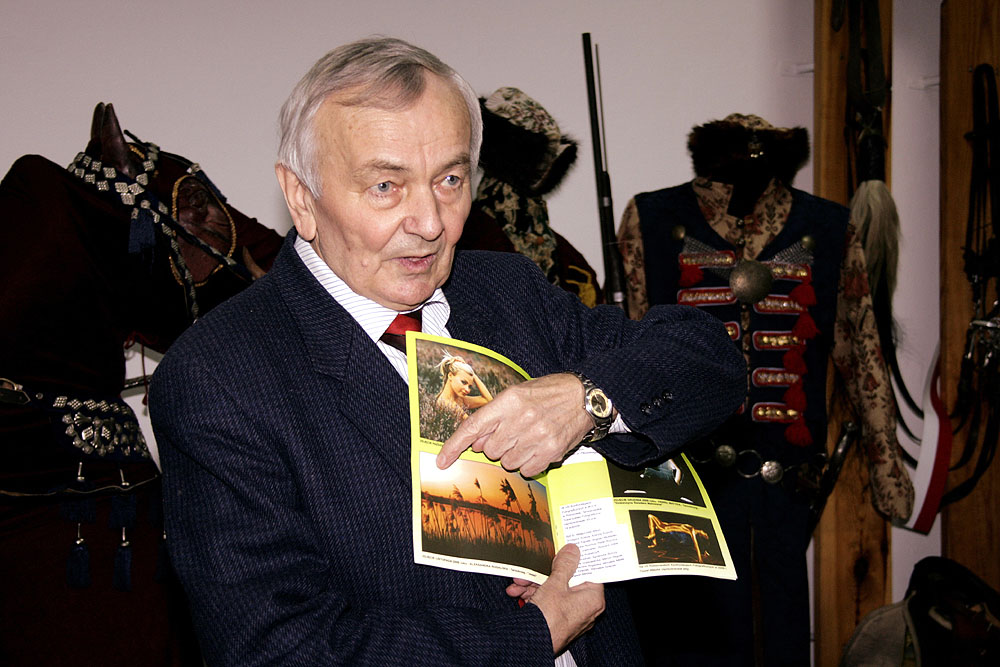
Stanisław Szlęzak – członek założyciel i prezes Zarządu „Peryskopu”

Amatorski Klub Fotograficzno-Filmowy „Peryskop” – polskie stowarzyszenie fotograficzne istniejące w latach 1970–1974. Członek zbiorowy Federacji Amatorskich Stowarzyszeń Fotograficznych w Polsce. Pierwsza powojenna organizacja fotograficzna w Tarnobrzegu. Współorganizator Ogólnopolskiego Przeglądu Amatorskiej Twórczości Fotograficzno-Filmowej w Polsce.

## Historia
Amatorski Klub Fotograficzno-Filmowy „Peryskop” funkcjonował przy Powiatowej Spółdzielni Mieszkaniowej w Tarnobrzegu, utworzony z inicjatywy Stanisława Szlęzaka w 1970 roku. Celem działalności klubu było upowszechnianie fotografii, sztuki fotograficznej oraz promocja miasta Tarnobrzega.  Peryskop był organizatorem wystaw fotograficznych; indywidualnych, zbiorowych, (m.in. członków stowarzyszenia), poplenerowych oraz wystaw pokonkursowych. 
Pierwszymi wystawami zorganizowanymi przez klub były ekspozycje: Tarnobrzeskie Impresje oraz Pomniki Walki i Męczeństwa. W 1974 roku Peryskop był organizatorem konkursu fotograficznego Tarnobrzeskie Osiedla oraz wystawy pokonkursowej ww. konkursu. Kolejnymi wystawami prezentowanymi z inicjatywy Peryskopu były wojewódzka i ogólnopolska prezentacja Zabytki Ziemi Rzeszowskiej, wystawa Dziewczyny, Dziewczęta, Dziewczynki – zorganizowane wespół z Wojewódzkim Domem Kultury w Tarnobrzegu oraz wystawa Akt autorstwa Witolda Michalika – artysty fotografa, członka założyciela krakowskiego oddziału Polskiego Towarzystwa Fotograficznego. 
Centralny Związek Spółdzielczości Budownictwa Mieszkaniowego w Warszawie udzielił Amatorskiemu Klubowi Fotograficzno-Filmowemu „Peryskop” pełnomocnictwa do zorganizowania I Ogólnopolskiego Przeglądu Amatorskiej Twórczości Fotograficzno-Filmowej w Polsce. Klub był również inicjatorem wielu spotkań ze znanymi artystami fotografami – zaproszono między innymi  Juliusza Garzteckiego, Jerzego Jawczaka, Tadeusza Budzińskiego. 
W 1974 Amatorski Klub Fotograficzno-Filmowy „Peryskop” zakończył działalność, w jego miejsce utworzono Tarnobrzeskie Towarzystwo Fotograficzne, ponownie z inicjatywy Stanisława Szlęzaka.